# Oschatz

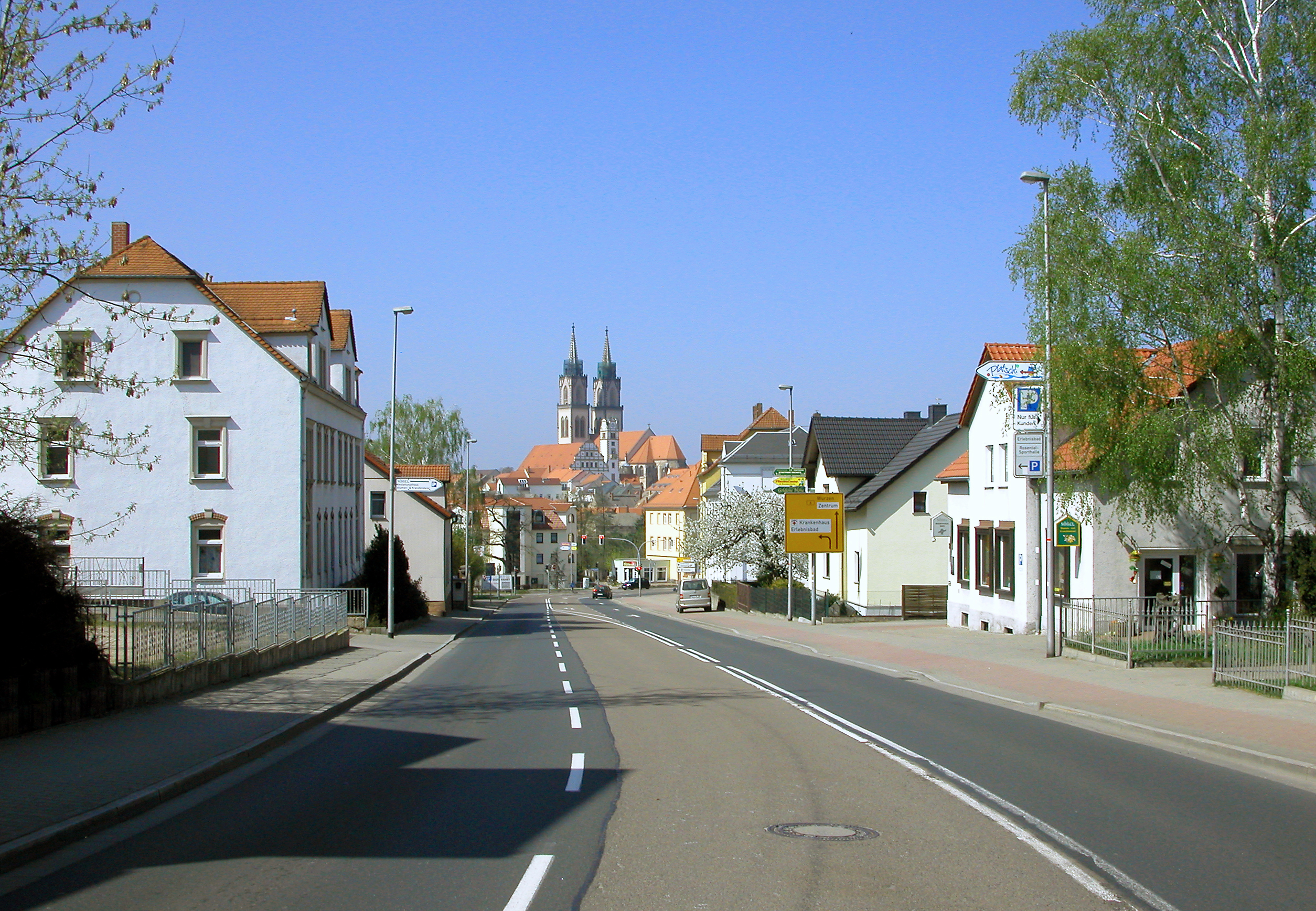
Oschatz

Oschatz (pronunciación en alemán: /ˈoːʃat͡s/ⓘ) es una ciudad del distrito de Sajonia Septentrional, en Sajonia, Alemania. Tiene una población estimada, a fines de 2020, de 13,917 habitantes.
Está ubicada a unos 55 km al este de Leipzig en la línea de ferrocarril Leipzig-Dresde.